# Canal Stieltjes
Le Canal Stieltjes (en néerlandais Stieltjeskanaal) est un canal néerlandais du sud-est de la province de Drenthe.
Le Canal Stieltjes a été creusé entre 1882 et 1884 et relie le réseau des canaux du centre de Coevorden au Verlengde Hoogeveensche Vaart à Nieuw-Amsterdam. On lui a donné le nom de Thomas Stieltjes sr. (le père du Thomas Stieltjes jr., mathématicien néerlandais) qui s'est beaucoup efforcé pour obtenir la réalisation de ce canal.
À l'est de Coevorden, le Canal de Coevorden à Piccardie joint le Canal Stieltjes. Près de Zandpol, le Canal Dommers se détache du canal, vers Amsterdamscheveld et Weiteveen.
Sur le canal est situé un petit village qui porte le nom du canal.